# Стойчо Кецкаров
Стойно Кунов Кецкаров е български предприемач и революционер, деец на Вътрешната македоно-одринска революционна организация.

## Биография
Стойно Кецкаров е роден през 1870 година в град Крушево, тогава в Османската империя, в семейството на мияци от Дебърско. Първоначалното си образование получава в Крушево и работи като майстор зидар. През 1903 година е четник в четата на Христо Чернопеев и участва в Илинденско-Преображенското въстание. През 1909 година ръководи строителството на българското трикласно училище в Крушево „Свети Кирил и Методий“, а през 1938 година и тютюневия монопол в града. Дочаква освобождението на Вардарска Македония през 1941 година и става член в новооснованото Крушевско дружество на Илинденската организация. Умира на 8 февруари 1942 година.